# IC 996
IC 996 је спирална галаксија у сазвјежђу Велики медвјед која се налази на листи објеката дубоког неба у Индекс каталогу.
Деклинација објекта је + 57° 37' 48" а ректасцензија 14h 17m 21,8s. Привидна величина (магнитуда) објекта IC 996 износи 14,0 а фотографска магнитуда 14,8. IC 996 је још познат и под ознакама UGC 9152, MCG 10-20-92, CGCG 295-43, KUG 1415+578, IRAS 14157+5751, PGC 51036.